# Антонюк Роман Володимирович
Антонюк Роман Володимирович (нар. 6 березня 1970, Львів, Українська РСР, СРСР) — концертно-камерний співак, бандурист, заслужений артист України.

## Життєпис
Роман Антонюк народився 6 березня 1970 року у місті Львові.
Закінчив Луцьке музичне училище (клас бандури Юлія Бокового)
В 1994 році закінчив Львівську консерваторію (тепер Львівська національна музична академія ім. М. Лисенка) по класу бандури у Василя Герасименка, а також навчався на вокальному факультеті у класах  Володимира Ігнатенка та Петра Ончула.
Учасник майстер-класу з сольного співу, професора Віллі Воркман (Вища школа музики, м. Гамбург).
У 1997 році — соліст Дніпропетровського театру опери та балету. Через рік, в 1998 році Роман Антонюк виступає уже в складі Київської Державної чоловічої хорової капели ім. Л.Ревуцького. Виконавець головної ролі в New опері «Андрій Бульба» композитора Івана Небесного (Київ, 1999 рік).
1999 року — співзасновник та учасник дуету з Сергієм Безруковим (контртенор, баяніст, композитор, Київ). Ними було здійснено запис CD «Ave Maria».
2002 року — учасник інтернаціонального фол-джаз ансамблю (Гамбург. Німеччина) Roman Antonyuk — Bandura, Gesang -Ukraina /Yana Mishenina — Gesang, Violine -Rusland /,Sergei Bezrukov — Knopfakkordeon, Gesang -Ukraina/, Jogi Jockusch — Percussions -Deutsch/, Gros Ngolle-Pokossi — Bass- Frankreich/, Data Malazonia -Klavir-Georgia.
2006 року — співпрацює з львівською філармонією, ставши солістом філармонійного ансамблю інструментальної музики «Високий Замок» (Львів).
З 2007- співпраця з польським кларнетистом, композитором та диригентом Войтеком Мрозком в проекті «Чотири тенори» до Євро 2012. Концерти проекту відбувалися в найпрестижніших залах Польщі.
Як соліст-виконавець і як учасник музичних колективів брав участь у музичних фестивалях. Лауреат музичних конкурсів.
2007 року увійшов до вокальної формації «Tenors BEL'CANTO».
Впродовж усього творчого періоду, разом з дружиною піаністкою Христиною Антків, бере участь у   сімейному дуеті. Дуетом підготовлені концертні програми, які презентуються в Україні та за її межами.
З сольними програмами виступав в концертних залах: Австрії, Англії, Албанії, Болгарії, Бельгії, Італії, Німеччини, Македонії, Польщі, Франції, Іспанії, Боснії-Герцоговини, Канади, Нідерландів.
У 2014 році дует  вшанований медаллю Андрея Шептицького
З 2018 року член Національної спілки кобзарів України.
У 2018 Засновник та художній керівник капели бандуристів у місті Ганновер /Німеччина/
У травні 2019 року присвоєно звання «заслужений артист України».

## Репертуар
В репертуарі музиканта різно-жанрова вокальна, інструментальна та вокально-інструментальна музика різних епох.

### Твори вокальні
- G.F.Handel, Oratoria Samson, Manoa
- H.Purcell, Dido i Aeneas, Aeneas
- W.A.Mozart, Czarodziejski Flet, Papageno
- W.A.Mozart, Don Juan, Don Juan
- W.A.Mozart, Wesele Figara, Figaro
- G.Verdi, Traviata, Germont
- G.Verdi, Ernani, Don Carlos
- P.Czajkowski, Jolanta, Robert
- P.Czajkowski, Eugeniusz Oniegin, Eugeniusz Oniegin
- S.Rachmaninow, Aleko, Aleko

### Твори інструментальні
- G.F. Handel, Koncert dla harfy, B-dur
- A.Vivaldi, Koncert dla skrzypiec, A-moll
- J.Olijnyk, Koncert dla bandury
- D.Bortnianski, Koncert dla klawesynu, D-dur

### Записи
- 2004 CD «Ave Maria»
- 2012 CD «Хіти класичної та популярної музики»
- 2013 CD  "Різдво з Tenors Bel"Canto"